# Радиан
Радиан е единица за измерване на равнинен ъгъл. Международното означение е rad. Един радиан представлява ъгълът, който се образува, когато наложим отсечка с дължина един радиус върху обиколката на окръжност и свържем двата ѝ края с центъра на окръжността чрез радиуси. Тъй като радианът е безразмерна величина (отношение на дължини), често означението на единицата (rad) не се изписва.
Концепцията за измерване на ъглите в радиани е замислена през 1714 г. от Роджър Котес (Roger Cotes, 1682 – 1716). Терминът радиан е употребен за пръв път в печатно издание през 1873 г. от Джеймс Томсън (James Thomson), брат на лорд Келвин.

## Връзка между градуси и радиани
Ако се завърти отсечката AB около точката A, докато точка B се върне в началната позиция, точката B ще е описала пълна окръжност с радиус, равен на дължината на отсечката AB, а ъгълът на завъртане ще е 360 градуса. Отношението на обиколката към радиуса на окръжност пък е 2 пъти пи, от което следва и равенството:
{\displaystyle 360^{\circ }=2\pi {\mbox{rad}}}
Следователно:
{\displaystyle 1^{\circ }={\frac {2\pi }{360}}{\mbox{rad}}={\frac {\pi }{180}}{\mbox{rad}}}
{\displaystyle 1{\mbox{rad}}\approx 57,29578^{\circ }}

## Радианът в Международната система единици (SI)
В качеството му на единица за измерване на плоски ъгли в Международната система единици (SI) радианът е приет от XI Генералната конференция по мерки и теглилки през 1960 г. едновременно с приемането на системата SI като цяло. Понастоящем в системата SI радианът се квалифицира като кохерентна безразмерна производна единица от SI, имаща специални наименование и означение.
Безразмерността на плоския ъгъл означава, че единицата за неговото измерения е числото едно. Обаче при плоския ъгъл на единицата „едно“ е присвоено (дадено) специалното наименование „радиан“, за да може във всеки конкретен случай да се облекчи разбирането на това коя именно величина се има предвид.

### Кратни и дробни единици
Десетичните кратни и дробни единици на радиана се образуват с помощта на стандартните приставки от SI, обаче те се използват рядко. Така в милирадиани (mrad), микрорадиани (μrad) и нанорадиани (nrad) се измерва ъгловата разделителност в астрономията. В кратни единици (килорадиани и т.н.) се измерва ъгловата фаза. Съкратеното означение (rad) на основната и в производните единици не бива да се бърка с остарялата единица за измерване на погълната доза йонизиращо излъчване рад.